# Aitor Pérez
Aitor Pérez Arrieta (Zegama, 24 juli 1977) is een Spaans wielrenner.

## Belangrijkste overwinningen
2005
- 3e etappe GP Internacional do Oeste RTP

## Resultaten in voornaamste wedstrijden
| Jaar | Ronde van Italië | Ronde van Frankrijk | Ronde van Spanje |
| ---- | ---------------- | ------------------- | ---------------- |
| 2004 |                  |                     | 66e              |
| 2006 |                  |                     |                  |
| 2007 | 32e              |                     |                  |
| 2009 |                  |                     | 111e             |
| 2010 |                  | 82e                 |                  |
| 2011 |                  |                     | 106e             |

| Jaar | Amstel Gold Race |  | Wereldranglijsten |
| ---- | ---------------- |  | ----------------- |
| 2004 |                  |  |                   |
| 2006 | 63e              |  |                   |
| 2007 |                  |  |                   |
| 2009 |                  |  |                   |
| 2010 | 57e              |  | 188e (UWK)        |
| 2011 |                  |  |                   |